# Polo als Jocs Olímpics
El polo és un esport que va debutar als Jocs Olímpics d'Estiu en la segona edició celebrada a París (França) l'any 1900. Formà part del programa olímpic quatre vegades més, sent l'edició de 1936 disputada a Berlín (Alemanya) l'última.

## Programa
| Edició          | 96 | 00 | 04 | 08 | 12 | 20 | 24 | 28-32 | 36 | 48-08 | Anys |
| --------------- | -- | -- | -- | -- | -- | -- | -- | ----- | -- | ----- | ---- |
| Torneig masculí |    | X  |    | X  |    | X  | X  |       | X  |       | 5    |
| Proves          | -  | 1  | -  | 1  | -  | 1  | 1  | -     | 1  | -     |      |

## Medaller
| Posició | País         | Or | Argent | Bronze | Total |
| 1       | Regne Unit   | 2  | 3      | 1      | 6     |
| 2       | Equip mixt   | 1  | 1      | 1      | 3     |
| 3       | Argentina    | 2  | 0      | 0      | 2     |
| 4       | Estats Units | 0  | 1      | 1      | 2     |
| 5       | Espanya      | 0  | 1      | 0      | 1     |
| 6       | Mèxic        | 0  | 0      | 2      | 2     |

## Medallistes més guardonats
| Jugadors de Polo  | CON                     | Or | Plata | Bronze | Total |
| John Wodehouse    | Regne Unit              | 1  | 1     | 0      | 2     |
| Frederick Barrett | Regne Unit              | 1  | 0     | 1      | 2     |
| Walter Buckmaster | Equip mixt · Regne Unit | 0  | 2     | 0      | 2     |